# 芙洛倫西雅·哈畢夫
芙洛倫西雅·哈畢夫（西班牙語：Florencia Habif，1993年8月22日—）是一名阿根廷曲棍球運動員，曾代表國家參加2012年倫敦奧運的女子曲棍球比賽，並獲得一面銀牌。